# Bengt Qvist (1733–1790)
Bengt Qvist, född 17 mars 1733 på Ockelbo bruk, Gästrikland, död 10 november 1790 i Helsingfors, var en svensk bergmästare och ritlärare.
Han var son till inspektoren Bengt Qvist (av släkten Svinhufvud i Westergötland) och Maria Sorrhe och gift med Eva Benedicta Bredenberg samt far till Andreas Svinhuvud. Efter bergsexamen 1755 blev Qvist auskultant i Bergskollegium och övermasmästare i Finland där han erhöll bergmästares titel 1784. Vid sidan av sin tjänst var han verksam som målare och utförde mindre landskapsmålningar. Som ritlärare gav han den första handledningen åt den blivande miniatyrmålaren Peter Adolf Hall.